# Sri-lankische Badmintonmeisterschaft 1997
Die Sri-lankische Badmintonmeisterschaft 1997 war die 45. Austragung der nationalen Titelkämpfe im Badminton in Sri Lanka.

## Sieger und Finalisten
| Disziplin    | Gold                                    | Silber                                   |
| ------------ | --------------------------------------- | ---------------------------------------- |
| Herreneinzel | Thushara Edirisinghe                    | Duminda Jayakody                         |
| Dameneinzel  | Chandrika de Silva                      | Dilhani de Silva                         |
| Herrendoppel | Palinda Halangoda Thushara Edirisinghe  | Niroshan Wijekoon Duminda Jayakody       |
| Damendoppel  | Kaushalya Dissanayake Sriyani Deepika   | Chandrika de Silva Inoka Rohini de Silva |
| Mixed        | Thushara Edirisinghe Chandrika de Silva | Duminda Jayakody Kaushalya Dissanayake   |